# Vladimir Igorevich Arnold
Vladimir Igorevich Arnold (Tiếng Nga: Влади́мир И́горевич Арно́льд, sinh ngày 12 tháng 6 năm 1937 tại Odessa, Liên Xô, mất ngày 3 tháng 6 năm 2010 tại Paris) là một trong những nhà toán học có nhiều cống hiến nhất trên thế giới. Trong lúc ông nổi tiếng với định lý Kolmogorov-Arnold-Moser về độ ổn định của hệ thống Hamiltonian, ông đã có nhiều đóng góp quan trọng khác trong nhiều lãnh vực bao gồm học thuyết về hệ thống động lực, Địa hình học, Hình học đại số, Cơ học Cổ điển và Định lý duy nhất suốt hơn 45 năm sau khi ông tìm được đáp án cho bài toán thứ 13 của Hilbert vào năm 1957.

## Tiểu sử
Sau khi tốt nghiệp trường Đại học Quốc gia Moskva vào năm 1959, ông tiếp tục làm việc tại đó cho đến năm 1986 (ông bắt đầu làm Giáo sư từ năm 1965), và kế đó làm việc tại Viện Toán học Steklov. Ông trở thành Viện sĩ của Viện Hàn lâm Khoa học Liên Xô vào năm 1990 (và là Viện Hàn lâm Khoa học Nga từ năm 1991). Giả định của Arnold dựa vào một số điểm cố định của Hamiltonian symplectomorphism và sự giao nhau Lagrangian là động cơ thúc đẩy quan trọng trong sự phát triển của Tính tương đồng Floer.